# Tatort: Bier vom Faß
Bier vom Faß ist ein Fernsehfilm aus der Krimireihe Tatort. Der vom Bayerischen Rundfunk produzierte Beitrag wurde am 14. Mai 1989 im Ersten Programm der ARD erstgesendet. Er ist der zweite und letzte Fall von Kommissar Brandenburg, gespielt von Horst Bollmann und die 218. Tatort-Folge insgesamt. Brandenburg muss den Mord an einem Bierzeltbetreiber sowie einen weiteren Mord an einem Tatverdächtigen klären.

## Handlung
Der Bierzeltbetreiber auf dem Garchinger Volksfest, Fritz Schweikert, wird am Nachmittag von seiner Lebensgefährtin Edith Wagner verlassen. Am Abend überfallen ihn in seinem Wohnwagen maskiert der Schankkellner Ronny Tiefenbacher und sein Schwager Rudi Kirchler, Letzterer steht draußen Schmiere, während Ronny Schweikert ausraubt. Die beiden brauchen das Geld, um eine eigene Gaststätte zu eröffnen, Ronny berichtet Rudi schockiert, dass beim Überfall etwas schiefgegangen sei. Brandenburg steht währenddessen bei seinen Vorgesetzten unter Rechtfertigungsdruck, weil der Bankräuber Max Vogt bei der Flucht vor einer von Brandenburg geleiteten Wohnungserstürmung in den Tod gestürzt ist. Noch während der Unterredung wird Brandenburg zum Wohnwagen von Fritz Schweikert gerufen, in dem dieser erschossen aufgefunden wurde. Brandenburg vernimmt Schweikerts Teilhaber Xaver Heindl, dieser gibt an, Schweikert aufgesucht zu haben, dessen Wohnwagen sei verschlossen gewesen, drinnen habe er die Leiche seines Partners gefunden. Schweikert sei Stunden zuvor mit den Tageseinnahmen in den Wohnwagen gegangen und habe seine Ruhe haben wollen. Rudi, der Familie und reichlich Geldsorgen hat, präsentiert Rita derweil einen Teil der Beute und versichert ihr, dass er das Geld legal verdient hätte.
Nach Auswertung der Spuren unterrichtet Brandenburg Heindl darüber, dass er den Täter, der sich sehr gut ausgekannt haben muss, im Kreis seiner Angestellten vermutet. Anschließend sucht Brandenburg Edith Wagner auf und unterrichtet sie vom Tod ihres Lebensgefährten, sie reagiert schockiert, erzählt Brandenburg allerdings nichts von der Auseinandersetzung und der Trennung am Vortag. Brandenburg spricht sie auf Schweikerts verschwundene Waffe an, die dieser im Wohnwagen verwahrt hat, vom Verbleib weiß sie angeblich nichts. Die Toilettenfrau von Schweikerts und Heindls Zelt erzählt Luginger, dass sie einen jungen Mann am Tatabend vor Schweikerts Wohnwagen gesehen hat, der dort „rumgelungert“ habe, der Mann hatte ein Klavier angeliefert, unterdessen erfährt Brandenburg durch Heindl von Schweikerts Auseinandersetzungen mit Edith. Derweil erfährt Karl Lanz, ein ehemaliger Arbeitskollege von Ronny, durch seine Frau von Schweikerts Ermordung. Lanz’ Frau erinnert sich daran, dass Ronny einmal andeutete, Schweikert ausrauben zu wollen, da dieser stets beim Pokern gegen Ronny gewann. Die Obduktion und Spurenauswertung ergeben, dass Schweikert mit einem Herzschuss getötet wurde, ein zweiter Schuss traf das Bierfass im Wohnwagen. Die Beamten finden heraus, dass Rudi Kirchler der gesuchte Klavierträger war, unterdessen versichert Ronny seinem Freund, dass er Schweikert nicht umgebracht habe. Karl sucht Ronny auf und erzählt, dass er diesen am Tatabend im Bierzelt Schweikerts gesehen habe, Ronny gibt sich ahnungslos.
Brandenburg und seine Assistenten haben unterdessen anhand eines Lieferscheins ermittelt, dass der Klavierlieferant Rudi Kirchler war, dieser ist wegen Einbruchs vorbestraft und lediglich auf Bewährung in Freiheit, sein damaliger Komplize war Ronny Tiefenbacher, dem man aber nichts nachweisen konnte. Tiefenbacher hatte damals als Schankkellner bei Schweikert gearbeitet. In Ronnys Schuppen wird Rudi am Abend von einem Unbekannten niedergeschlagen, Rudi überlebt den Schlag nicht, Ronny findet seinen toten Schwager kurz darauf. Ronny lädt Rudis Leiche in seinen Kofferraum und will diese woanders ablegen, doch bei einem Auffahrunfall mit einem Polizeiwagen wird die Leiche entdeckt. Ronny versichert Brandenburg gegenüber, seinen Freund nicht getötet zu haben, ein Zettel Rudis, den die Beamten bei Ronny finden, deutet darauf hin, dass Rudi von der Fahndung gegen sie wusste und sich mit Ronny im Schuppen treffen wollte. Die Beamten ahnen, dass Ronny und er Schweikert überfallen haben. Brandenburg hält ihm vor, seinen Komplizen beseitigt zu haben, weil dieser wusste, dass er Schweikert getötet habe. Ronny gibt den Überfall zu und auch, dass Rudi Schmiere gestanden hat, doch er versichert, nicht Schweikerts Mörder zu sein. Die Beute sei von einem Unbekannten aus dem Schuppen gestohlen worden. Schweikerts Waffe habe er diesem im Wohnwagen abgenommen, sie nach dem Überfall aber dort zurückgelassen. Brandenburg lässt auch der Fall Vogt keine Ruhe, der ihm noch immer Ärger bereitet. Auf einem bei der Leiche Vogts gefundenen Foto erkennt er Edith Wagner, diese hatte die Wohnung angemietet, in der Vogt sich versteckt hatte.
Von Schweikerts Anwalt erfährt Brandenburg, dass dieser 85 % und Heindl nur 15 % der Gesellschaftsanteile hielt, durch Schweikerts Tod gehört der Betrieb nun Heindl. Zudem hatte Schweikert eine Lebensversicherung in Höhe von DM 55.000 zugunsten Edith Wagners. Santini findet in Ronnys Schuppen das aufgebrochene Schloss, dieses beweist, dass noch eine dritte Person im Schuppen war und Ronnys Version wahrscheinlich stimmt. Ronny erinnert sich schließlich, dass Karl Lanz ihn auf den Überfall angesprochen hatte, auch wusste er von früheren Einbrüchen, dass Ronny seine Beute damals im Schuppen versteckt hatte. Brandenburg kann Lanz festnehmen, die Beamten finden in dessen Wohnung auch die Beute. Brandenburg erinnert sich, dass der zweite abgefeuerte Schuss das Bierfass in Schweikerts Wohnwagen gestreift hatte, der Spurensicherer hatte das noch tropfende Fass mit einem Kaugummi abgedichtet, und da es zuvor komplett voll war, kann es als Uhr dienen, in einem Laborversuch ergibt sich so die exakte Tatzeit. Die Beamten finden die Tatwaffe, Brandenburg findet zudem heraus, dass Schweikert anonym bei der Polizei Max Vogt verraten hatte. Brandenburg sucht Edith auf, diese gibt zu, Vogts Helferin gewesen und die Beute aus dessen Banküberfall versteckt zu haben, sie übergibt Brandenburg das Geld. Schweikert habe davon gewusst und Vogt und Edith erpressen wollen, ihnen die Beute zu übergeben, er hatte Vogt verraten, weil diese sich nicht erpressen ließen und mit der Beute verschwinden wollten. Edith bestreitet allerdings den Mord. Die Beamten suchen Heindl auf, er hatte die Polizei nur drei Minuten nach den Schüssen gerufen. Heindl gesteht und wird festgenommen.

## Hintergrund
Der Film wurde von Juni bis August 1988 in München und Umgebung gedreht.

## Kritik
Die Kritiker der Fernsehzeitschrift TV Spielfilm beurteilen diesen Tatort nur mittelmäßig und kommentieren: „Schaler Krimi mit Kulturschock“.